# Гірода (комуна)
Гірода (рум. Ghiroda) — комуна у повіті Тіміш в Румунії. До складу комуни входять такі села (дані про населення за 2002 рік):
- Гірода (3499 осіб)
- Джармата-Вій (1408 осіб)

Комуна розташована на відстані 404 км на північний захід від Бухареста, 5 км на схід від Тімішоари.

## Населення
За даними перепису населення 2002 року у комуні проживали 4907 осіб.
Національний склад населення комуни:
| Національність | Кількість осіб | Відсоток |
| -------------- | -------------- | -------- |
| румуни         | 4531           | 92,3%    |
| угорці         | 260            | 5,3%     |
| цигани         | 32             | 0,7%     |
| серби          | 26             | 0,5%     |
| німці          | 25             | 0,5%     |
| словаки        | 13             | 0,3%     |
| українці       | 7              | 0,1%     |
| болгари        | 4              | 0,1%     |
| італійці       | 2              | < 0,1%   |
| євреї          | 1              | < 0,1%   |
| чехи           | 1              | < 0,1%   |
| поляки         | 1              | < 0,1%   |

Рідною мовою назвали:
| Мова             | Кількість осіб | Відсоток |
| ---------------- | -------------- | -------- |
| румунська        | 4551           | 92,7%    |
| угорська         | 250            | 5,1%     |
| циганська        | 30             | 0,6%     |
| сербська         | 23             | 0,5%     |
| німецька         | 21             | 0,4%     |
| словацька        | 13             | 0,3%     |
| українська       | 7              | 0,1%     |
| болгарська       | 2              | < 0,1%   |
| турецька         | 1              | < 0,1%   |
| єврейська (їдиш) | 1              | < 0,1%   |
| чеська           | 1              | < 0,1%   |
| польська         | 1              | < 0,1%   |
| італійська       | 1              | < 0,1%   |

Склад населення комуни за віросповіданням:
| Релігія            | Кількість осіб | Відсоток |
| ------------------ | -------------- | -------- |
| православні        | 3991           | 81,3%    |
| п'ятдесятники      | 400            | 8,2%     |
| римо-католики      | 304            | 6,2%     |
| баптисти           | 109            | 2,2%     |
| греко-католики     | 40             | 0,8%     |
| реформати          | 36             | 0,7%     |
| атеїсти            | 6              | 0,1%     |
| старообрядці       | 4              | 0,1%     |
| адвентисти         | 1              | < 0,1%   |
| унітарії           | 1              | < 0,1%   |
| бретрени           | 1              | < 0,1%   |
| лютерани           | 1              | < 0,1%   |
| не вказали релігію | 1              | < 0,1%   |